# Фозјер
Фозјер (фр. Fozières) је насеље и општина у јужној Француској у региону Лангдок-Русијон, у департману Еро која припада префектури Лодев.
По подацима из 2011. године у општини је живело 182 становника, а густина насељености је износила 33,52 становника/km². Општина се простире на површини од 5,43 km². Налази се на средњој надморској висини од 420 метара (максималној 680 m, а минималној 171 m).

## Демографија
| 1962. | 1968. | 1975. | 1982. | 1990. | 1999. | 2011. |
| ----- | ----- | ----- | ----- | ----- | ----- | ----- |
| 47    | 65    | 88    | 119   | 137   | 166   | 182   |

График промене броја становника у току последњих година